# Auroraceratops
Auroraceratops ist eine Gattung der Vogelbeckensaurier (Ornithischia) aus der Gruppe der Ceratopsia, innerhalb derer er zu den urtümlichen Vertretern der Neoceratopsia gerechnet wird.

## Merkmale
Lange war von Auroraceratops nur der Schädel bekannt, der rund 20 Zentimeter lang war. Verglichen mit anderen Neoceratopsia war seine Schnauze kurz und breit. Charakteristisch waren unter anderem die stark verbreiterten Nasenbeine, eine pilzförmige Erweiterung am hinteren Ende des Tränenbeins und aufgeraute Stellen um das Auge, an der Wange und am Unterkiefer. Am Zwischenkieferbein standen einige stark vergrößerte Zähne, was ein urtümliches Merkmal darstellt. Die Zähne waren wie bei allen Ceratopsia an eine pflanzliche Nahrung angepasst. Später wurden aber viele weitere Auroraceratops-Knochen von mehr als 80 Exemplaren gefunden und Auroraceratops ist einer der wenigen frühen gehörnten Dinosaurier, von denen Forscher fast das gesamte Skelett kennen. Auroraceratops war etwa 1,25 Meter lang, ca. 45 cm hoch und wog etwa 15 kg. Der gebogene Oberschenkelknochen und schmale, gebogene Krallen an den Vorderfüßen zeigen, dass sich Auroraceratops wie andere basale Neoceratopsia vorwiegend mit den Hinterbeinen (biped) fortbewegte.

## Entdeckung und Benennung
Die ersten fossilen Überreste von Auroraceratops wurden in der Xinminbao-Gruppe in der chinesischen Provinz Gansu entdeckt und 2005 erstbeschrieben. In der gleichen Formation wurde einige Jahre zuvor mit Archaeoceratops bereits ein anderer basaler Neoceratopsier gefunden. Der Gattungsname leitet sich vom lateinischen aurora (=„Morgenröte“) und dem griechischen keratops (=„Horngesicht“), einem häufigen Namensbestandteil bei Ceratopsia, ab. Die „Morgenröte“ ist dabei zum einen ein Hinweis auf das hohe Alter und den urtümlichen Charakter dieses Dinosauriers, zum anderen ehrt sie Dawn Dodson (dawn = englisch für „Morgenröte“), die Ehefrau eines der Erstbeschreiber, Peter Dodson. Typusart und einzig bekannte Art ist A. rugosus. Die Funde werden in die späte Unterkreide (Aptium), auf ein Alter von 126 bis 113 Millionen Jahre, datiert. Damit gehört Auroraceratops zu den ältesten bekannten Vertretern der Neoceratopsia.